# Église Saint-Martial de Bazens
Pour les articles homonymes, voir Église Saint-Martial.
L'église Saint-Martial est située à Bazens, dans le département de Lot-et-Garonne, en France.

## Localisation
L'église Saint-Martial est située à côté du château de Bazens, dans le département de Lot-et-Garonne, en France.

## Historique
L'église et le château appartenaient à l'évêque d'Agen depuis le Moyen Âge. Au XVIesiècle, le château est la résidence préférée des évêques d'Agen de la famille della Rovere, Léonard de La Rovère et Marc-Antoine de La Rovère, puis l'évêque Matteo Bandello.
Le clocher-porche avec son portail flamboyant orné d'une crosse épiscopale, le bas-côté droit et le voûtement sont probablement contemporains des évêques de la famille della Rovere et de la construction du château.
Pendant les guerres de religion, une échauguette a été aménagée dans le premier contrefort sud de la nef ainsi qu'une salle fortifiée au-dessus du chœur. Ces modifications peuvent être contemporaines de la mise en défense du village par le maréchal de Matignon, en 1592.
La construction d'un porche est citée dans les années 1653-1654.
Plusieurs réparations sont faites dans l'église, dont en 1778.
Le clocher qui menaçait ruine est réparé en 1888 suivant les plans de l'architecte Dubarry de Lassale. Il est abaissé de 9 mètres sur les 20 mètres de sa hauteur initiale.
En 1897, un ouragan endommage la toiture et le clocher.
La tourelle de l'escalier à vis est restaurée dans le 4e quart du XXe siècle.
L'église Saint-Martial a été inscrite au titre des monuments historiques en 1935,.

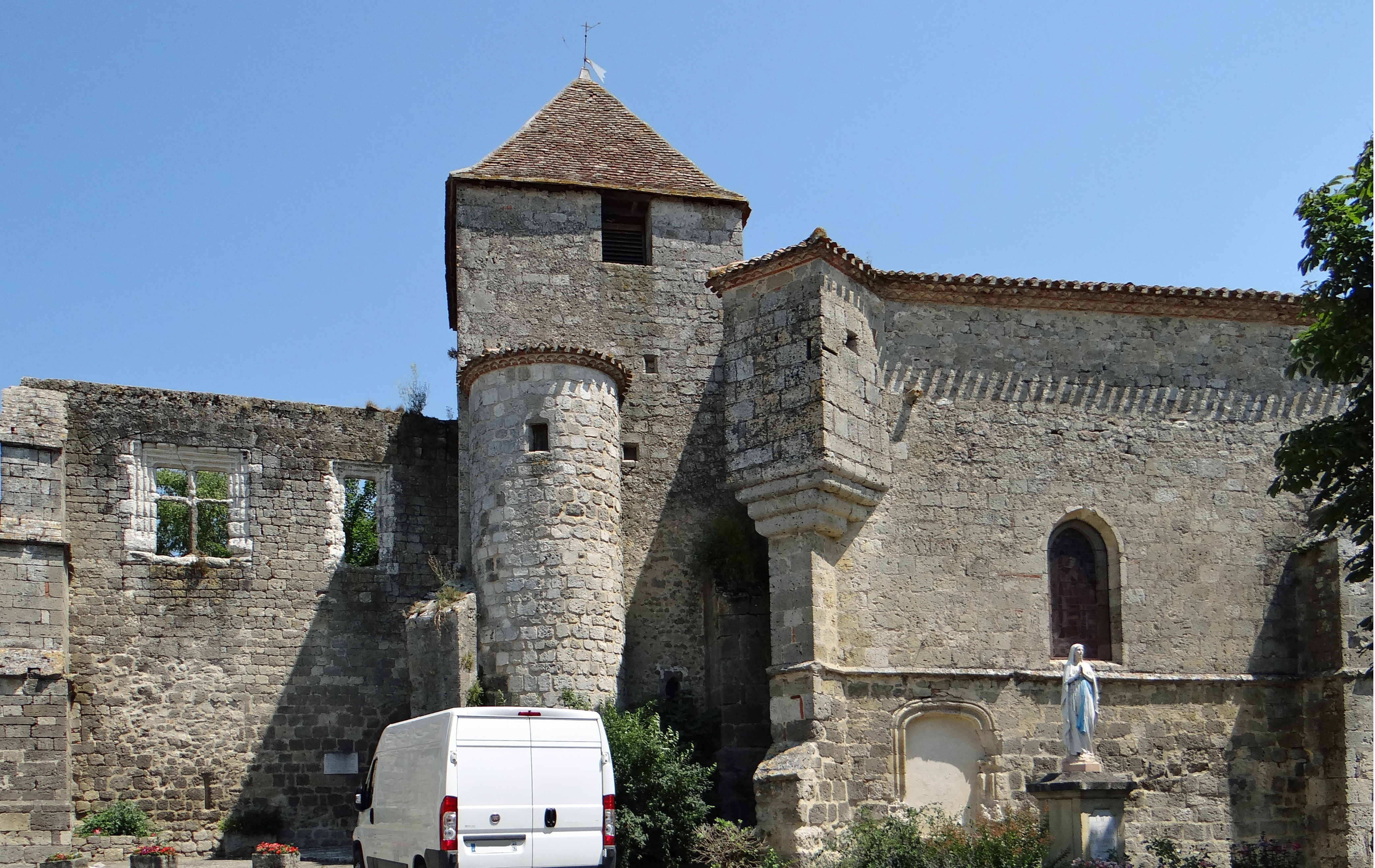
Église Saint-Martial et façade sud de la partie détruite du château
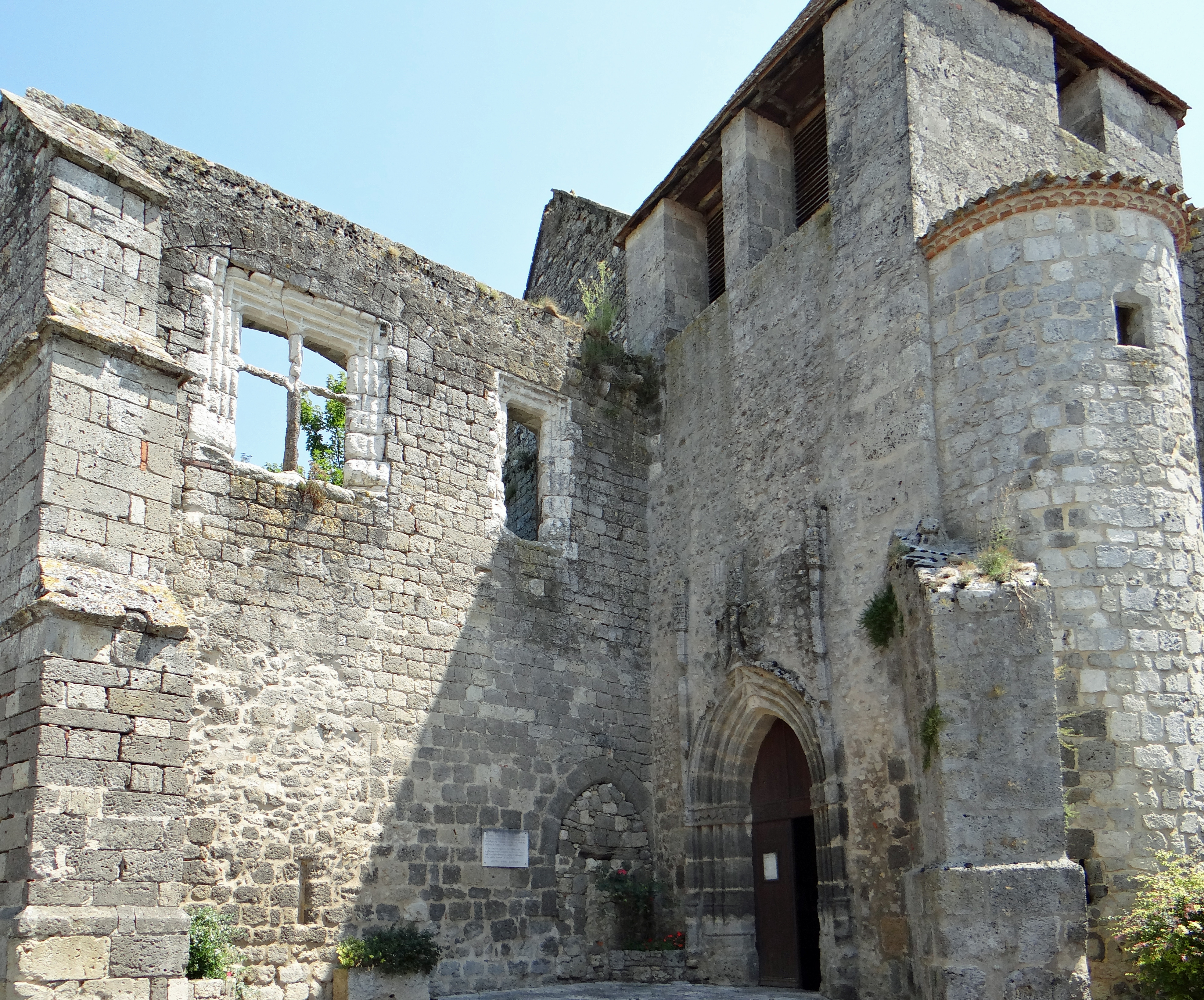
L'entrée de l'église et vestige du château
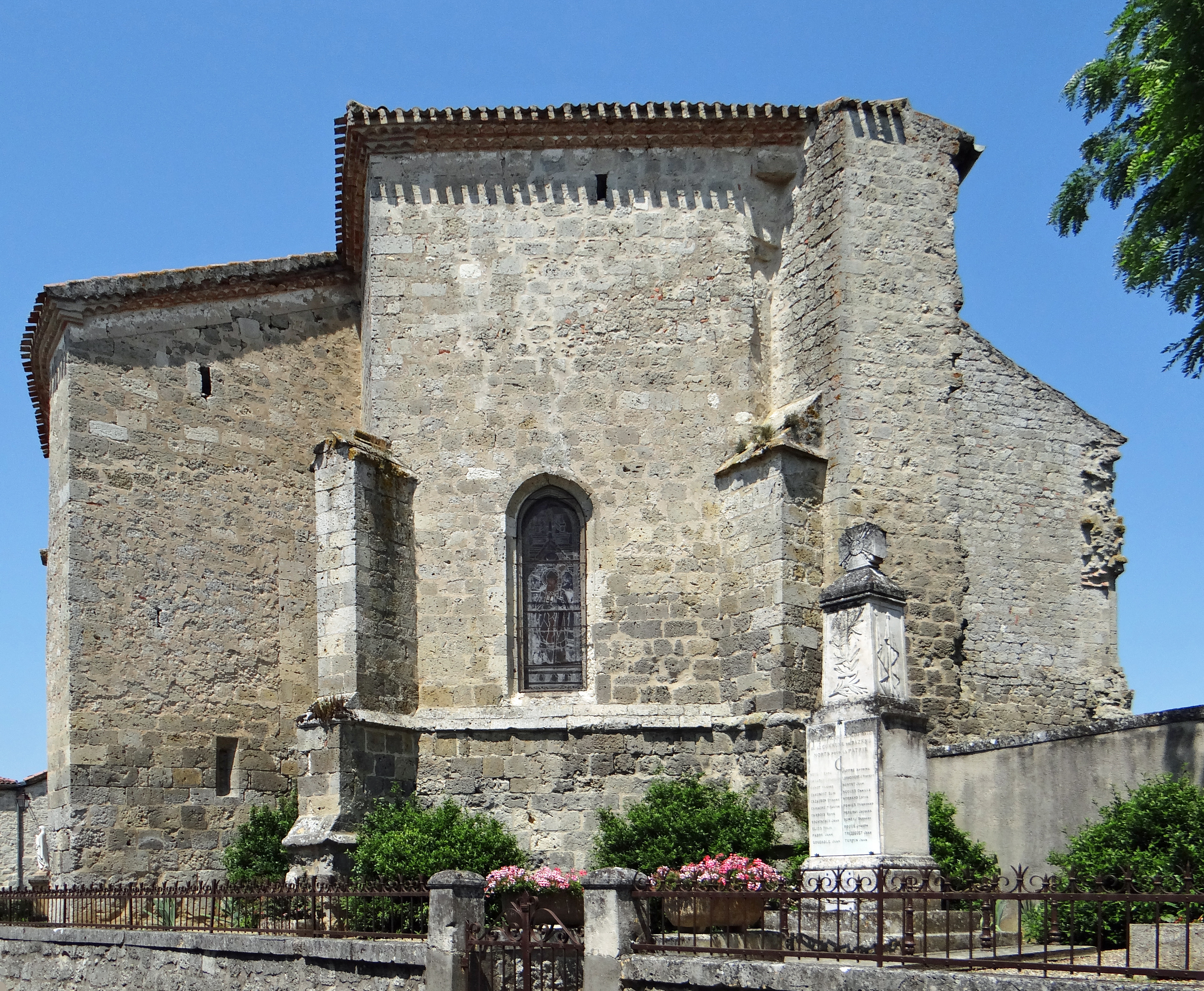
Chevet
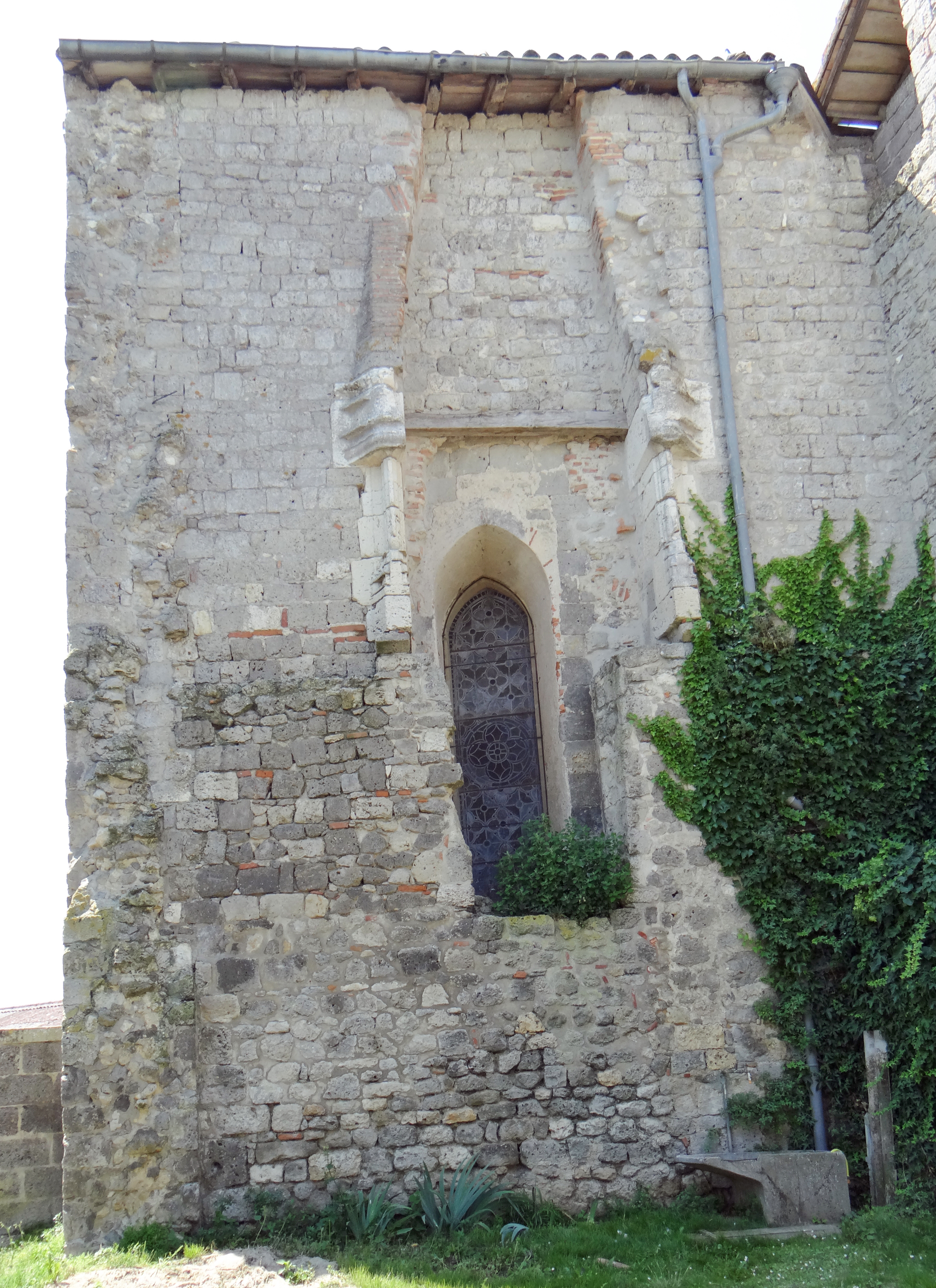
Façade nord du chœur avec les vestiges d'une cheminée du château

## Vitraux
Un ensemble de six verrières a été réalisé par le maître-verrier de Toulouse Louis-Victor Gesta, entre 1850 et 1894.

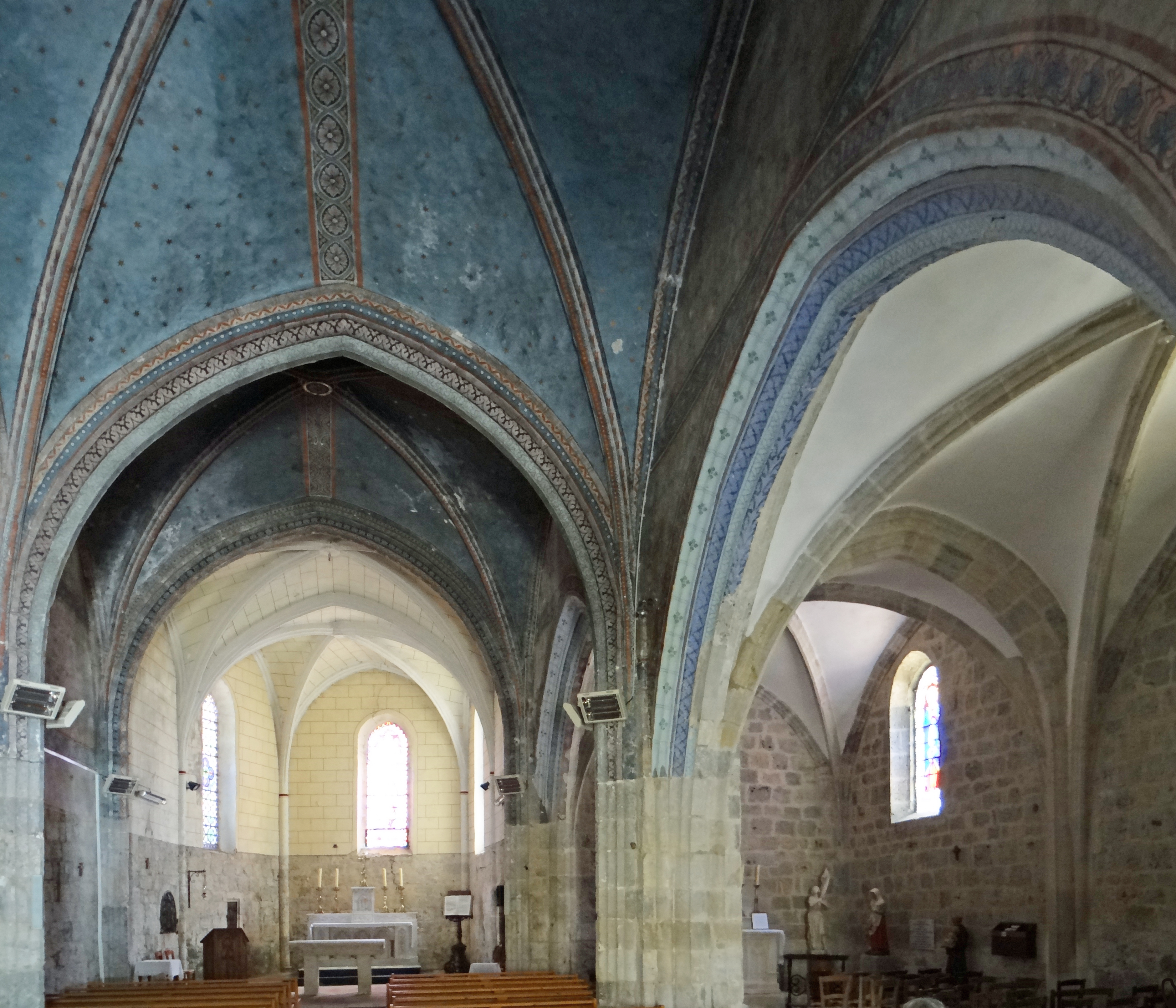
La nef vers le chœur et le bas-côté droit
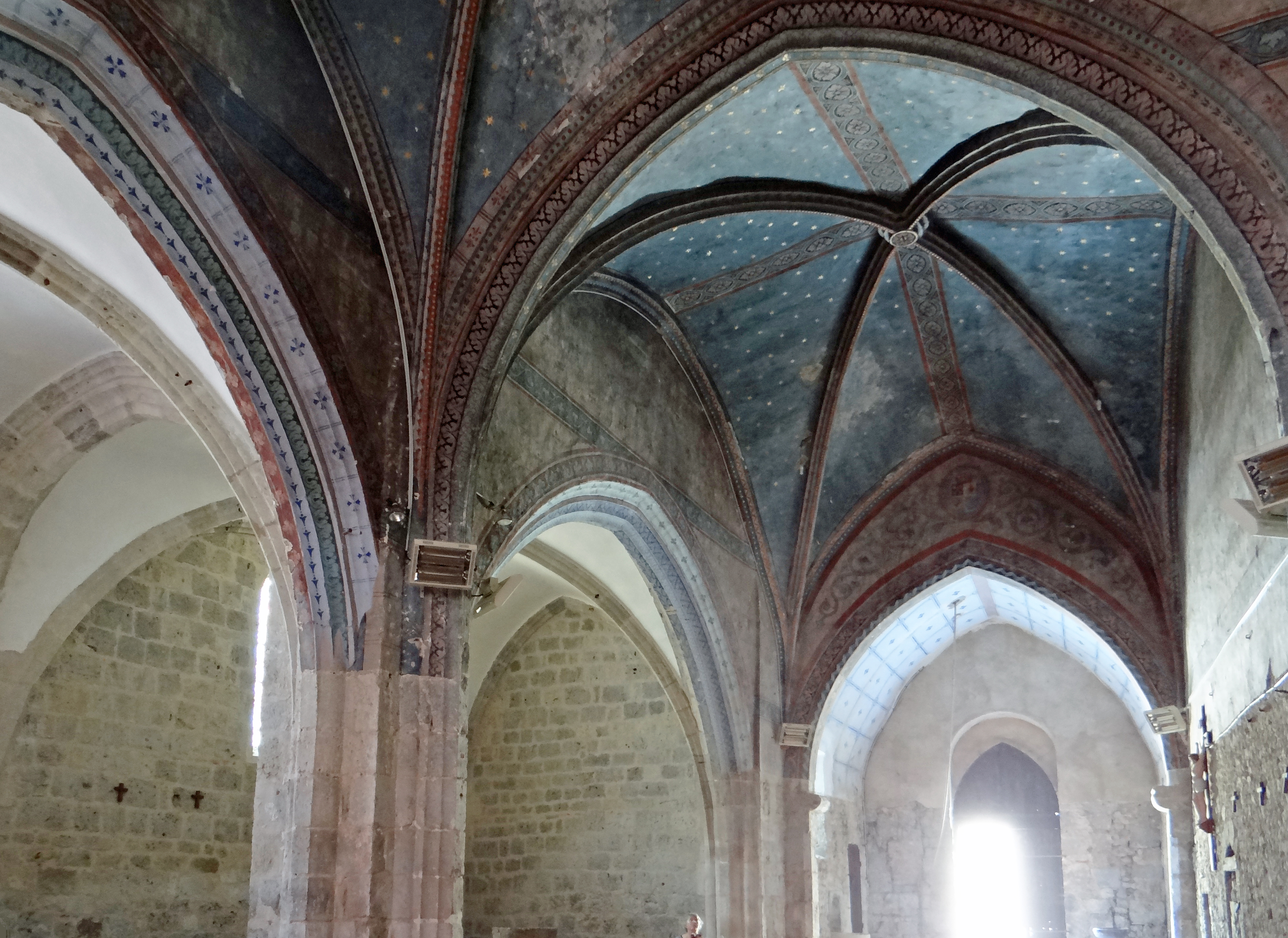
La nef vers l'entrée et le bas-côté droit
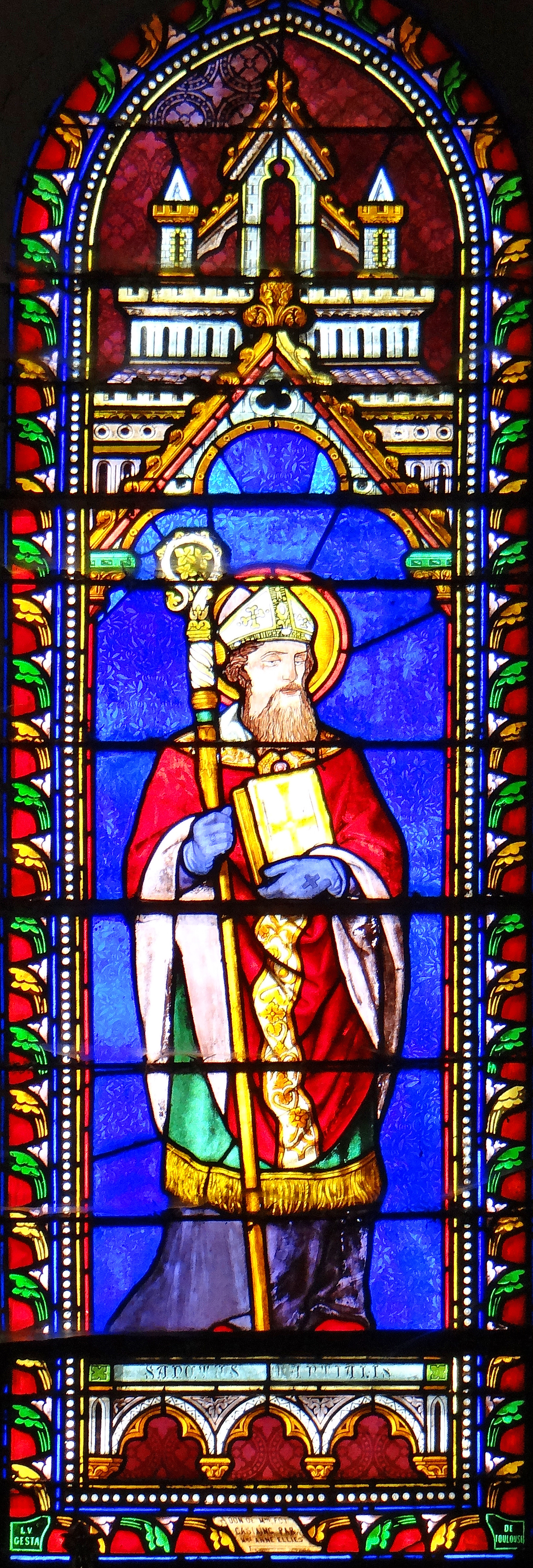
Vitrail de saint Martial
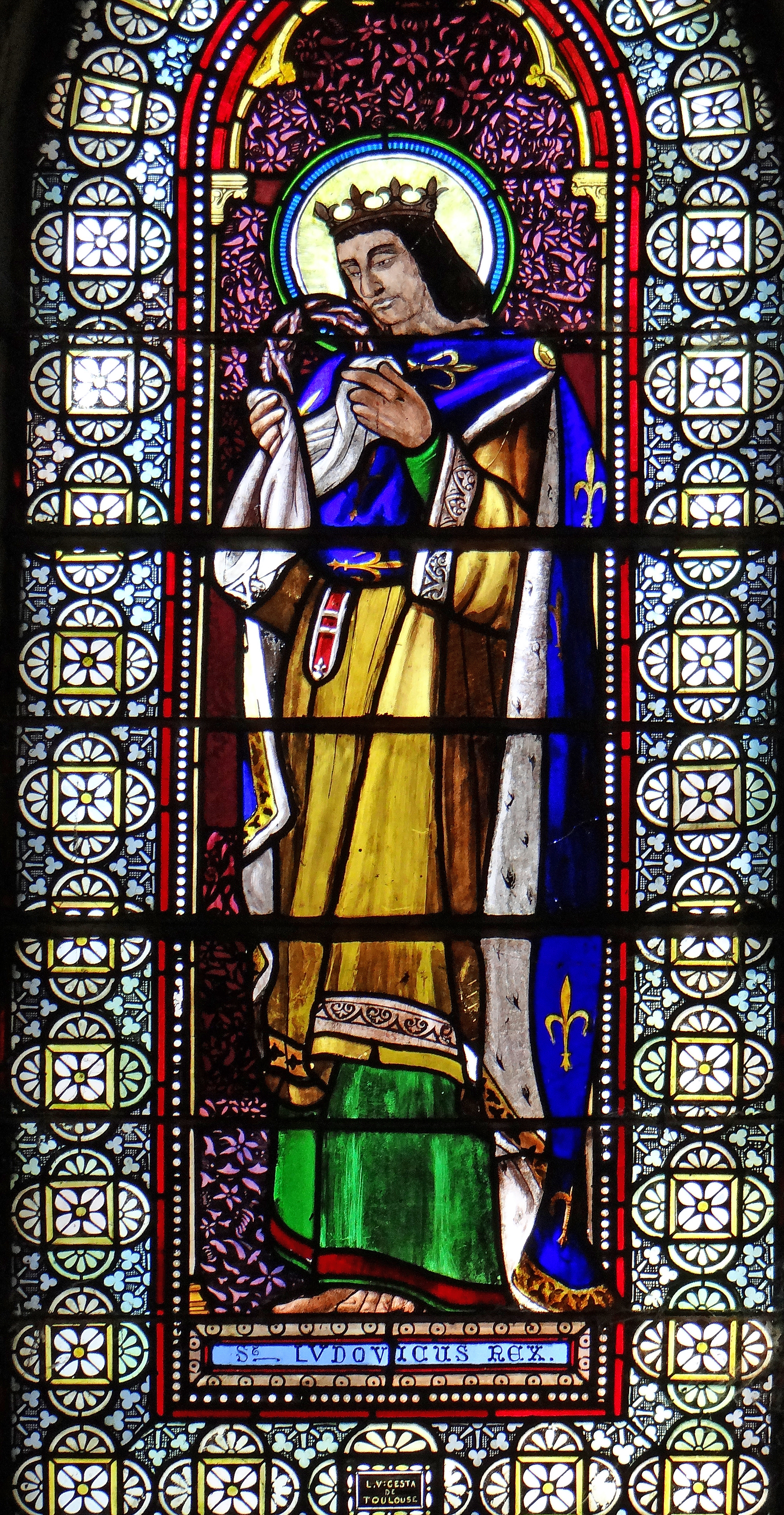
Vitrail du roi saint Louis